# لي إيفريت
 لي إيفريت (بالإنجليزية: Lee Everett)‏، هي شخصية خيالية وبطل الموسم الأول من سلسلة ألعاب ذا واكنيغ ديد من تلتيل غيمز.

## قصة
وقع حادث أثناء نقل لي إلى السجن بعد قتله أحد الأشخاص بعد اصطدام سيارة الشرطي بأحد الأشخاص انقلبت السيارة و اغمي عليه و اصيب في رجله، وبعد ان استيقظ تفاجئ بتحول الشرطي إلى زومبي و قام بقتله ثم مشى حتى وجد بيتًا ثم ساعدته فتاة صغيرة في قتل مربية تحولت إلي زومبي بعدها رافق الفتاة من اجل حمايتها طول القصة حتى الموسم الٱخير الذي خُطفت فيه وأثناء بحثه عنها تلقى عضة من أحد الأموات و بدأ يفقد الوعي اشتد المرض به وفي النهاية يموت.